# Андреа де Нерсиа, Андре-Робер
Андре́-Робе́р Андреа́ де Нерсиа́ или Нерсья́ (фр. André-Robert Andréa de Nerciat; 17 апреля 1739, Дижон — 1800, Неаполь) — французский поэт, драматург и романист; автор фривольных романов; авантюрист и шпион. Состоял на службе у разных государей; во время Великой французской революции жил в Неаполе.

## Творчество
Написал множество художественных произведений:
- «Contes nouveaux» (Льеж, 1777),
- «Фелиция, или Мои проказы» (Felicia ou Mes fredaines, 1778),
- «Любовные приключения кавалера Фобласа, или Парижские безумства» (Galanteries du jeune chevalier de Faublas ou les Folies Parisiennes, 1783)
- «Ночное свидание, или Забавное приключение» (комедия Les Rendez-vous nocturnes, ou l’Aventure comique, 1787)
- «Оригинальные любовники, или Брак, осуществленный благодаря хитрости» (комедия Les Amants singuliers, ou le Mariage par stratagème, 1787)
- «Импровизированный доктор» (Le Doctorat impromptu, 1788)
- «Dorimont, ou la Marquise de Clarville» (1788)
- «Constance, ou l’heureuse Témérité» (1788)
- «Мое ученичество, или Забавы Лолотты» (Mon Noviciat, ou les Joies de Lolotte, 1792);
- «Монроз, или Повеса поневоле» (Monrose, ou le Libertin par fatalité, 1792);
- «Афродиты» (Les Aphrodites, ou Fragments thali-priapiques pour servir à l’histoire du plaisir, 1793)
- «История моя и моей любовницы»
- «Элеонора, или Счастливое существо» (1799)
- «Дьявол во плоти» (Le Diable au corps, 1803, роман издан посмертно).